# Prionops rufiventris
Prionops rufiventris là một loài chim trong họ Prionopidae.